# Китайгород (Кропивницький район)
Кита́йгород — село в Україні, в Олександрівській селищній громаді Кропивницького району Кіровоградської області. Населення становить 120 осіб.

## Населення
Згідно з переписом УРСР 1989 року чисельність наявного населення села становила 163 особи, з яких 61 чоловік та 102 жінки.
За переписом населення України 2001 року в селі мешкало 120 осіб.
Мова
Розподіл населення за рідною мовою за даними перепису 2001 року:
| Мова       | Відсоток |
| ---------- | -------- |
| українська | 99,17 %  |
| російська  | 0,83 %   |

## Етимологія
На думку історика Омеляна Пріцака назва походить від половців-куманів.

## Історія
Станом на 1885 рік у колишньому власницькому селі Староосотської волості Чигиринського повіту Київської губернії мешкало 511 осіб, налічувалось 86 дворових господарств, існували православна церква, школа та 2 постоялих будинки.
За переписом 1897 року кількість мешканців зросла до 661 особи (328 чоловічої статі та 333 — жіночої), з яких всі — православної віри.